# 1 Dywizjon Artylerii Pancernej

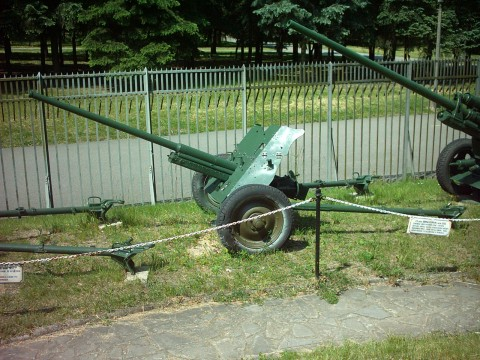
45 mm armata przeciwpancerna

1 Dywizjon Artylerii Pancernej – samodzielny pododdział wojsk pancernych ludowego Wojska Polskiego.

## Formowanie i zmiany organizacyjne
Sformowany w obozie sieleckim 14 maja 1943 według etatu nr 04/504 jako dywizjon artylerii przeciwpancernej wyposażony w 45 mm armaty przeciwpancerne. W działa samobieżne Su-76 wyposażony został 5 czerwca 1944.
Przeformowany na mocy rozkazu dowódcy Armii Polskiej w ZSRR nr 006 z 7 maja 1944 na samodzielny dywizjon artylerii samobieżnej.
Żołnierze dywizjonu złożyli przysięgę w obozie sielskim 15 lipca 1943.
Dowódcą dywizjonu był mjr Aleksander Szerabordzin

## Działania bojowe
Dywizjon prowadził działania bojowe w składzie 1 Dywizji Piechoty z 1 Armii Wojska Polskiego.

## Skład etatowy
Dowództwo
- pluton dowodzenia,
- 3 baterie dział samobieżnych
  - 4 działony

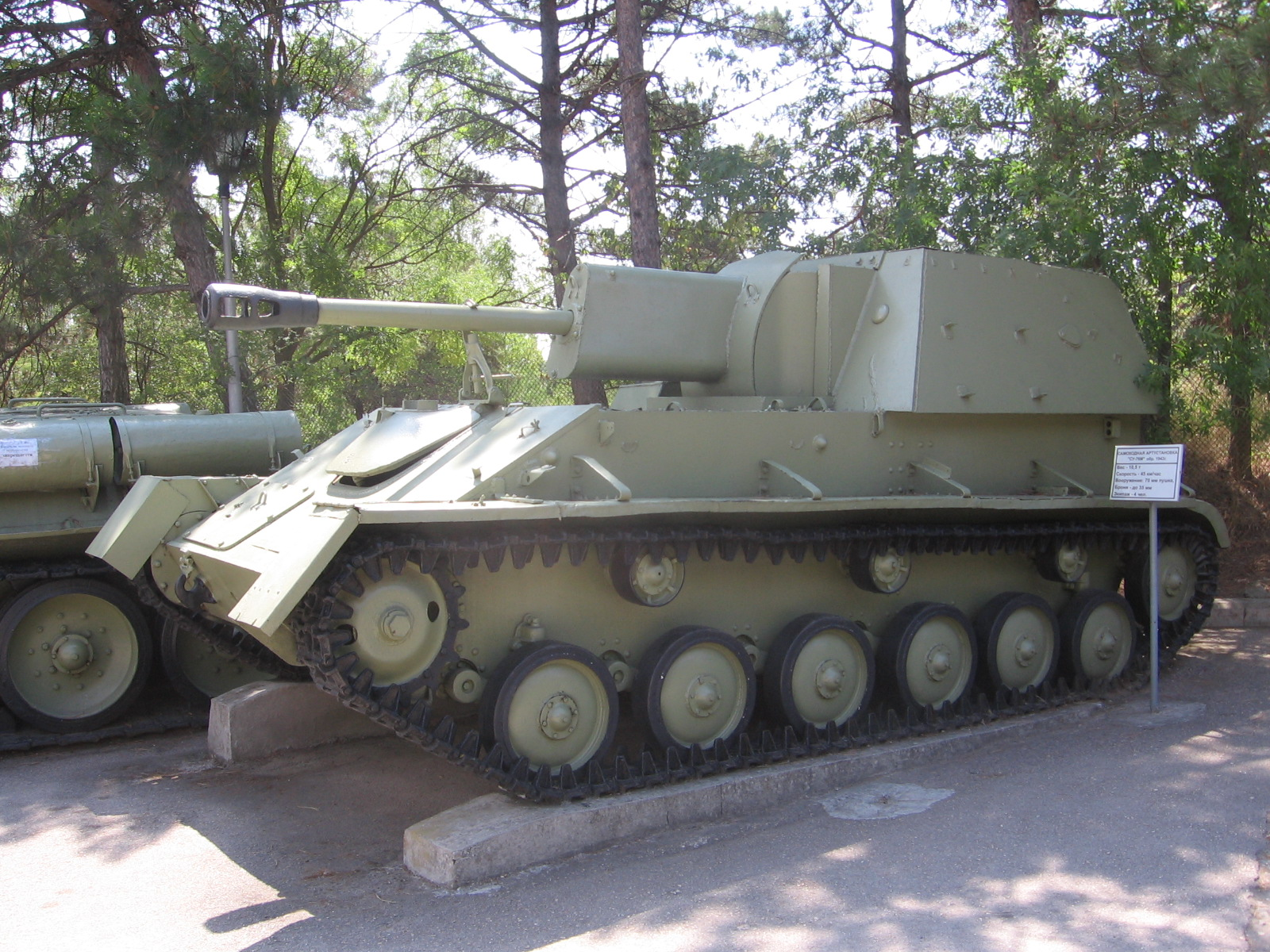
76 mm działo pancerne SU-76

- drużyny: zaopatrzenia bojowego, remontowa, gospodarcza, punkt sanitarny

Razem:
żołnierzy – 165 (oficerów – 51, podoficerów – 73, kanonierów – 41)
sprzęt:
- działa samobieżne SU-76 – 13
- samochód pancerny BA-64 – 1
- samochody – 19
- motocykle – 4

## Kamuflaż i oznakowanie wozów
Wozy bojowe malowano farbą olejną koloru ciemnozielonego. Poszczególne pojazdy mogły różnić się odcieniem, a nawet i kolorem.
Jeśli okoliczności tego wymagały, malowano pojazdy w nieregularne plamy różnej wielkości i kształtu. Obok podstawowego koloru wykorzystywano brąz, czerń lub piaskowy. Taki sposób malowania stosowano jednak sporadycznie.
Zimą wozy bojowe malowano na biało, tzw. bielidłem. Biel nakładano bezpośrednio na ochronną farbę zieloną, przy czym pokrywano nią albo cały pojazd, albo też tylko część jego powierzchni, tworząc nieregularne plamy deformujące kształt. Zamiast farby mogło być używane wapno.
Na wieży malowano orła. Stylizowany, aczkolwiek znacznie uproszczony kształt orła wzorowany był na orle piastowskim. Wysokość orła wahała się od 20 do 40 cm.
Oznakowanie taktyczne
Numery taktyczne dywizjonu:

dowódca — 23
- 1 bateria — 11, 12, 13, 14
- 2 bateria — 15, 16, 17, 18
- 3 bateria — 19, 20, 21, 22